# Katoúna
Katoúna (græsk Κατούνα) er en landsby i den regionale enhed Aetolien-Acarnanien i periferien Vestgrækenland i Grækenland. Katoúna var hovedsæde i den tidligere kommune Medeónas, som nu er en del af kommunen Áktio-Vónitsa.
Katouna var et stop på Lord Byrons rejser (1809-1810). Han beskriver den som en velbygget, stor landsby, der udelukkende er beboet af grækere, og han nævner også et skolehus.